# Рейчел Цзен
Рейчел Цзен (3 березня 1998) — сінгапурська плавчиня. Учасниця Чемпіонату світу з плавання на короткій воді 2018, де в попередніх запливах на дистанції 200 метрів вільним стилем поділила 31-ше місце і не потрапила до фіналу.